# Bajkalski tuljan
Bajkalski tuljan - nerpa (Pusa sibirica) živi u Bajkalskom jezeru kao zaštićena endemska vrsta. Jedan je od najmanjih vrsta tuljana. Odrasle nerpe narastu do 1,3 m, a masa im je između 60 i 70 kg. Sivu boju upotpunjuje žuto krzno na trbuhu. Imaju čunjast oblik tijela, a noge su im preobražene u peraje. Poznati su kao brzi plivači, koji odlično rone, te ispod vode mogu stajati najviše 60 minuta.

## Prehrana
Hrane se uglavnom životinjama iz Bajkalskog jezera, ponajviše endemskom ribom golomjankom (Cemphorus baicalensis). U lov idu noću, jer golomjanke tada izlaze na 100 metara ispod površine.

## Zanimljivosti
- U vrijeme kada se Bajkal počinje zamrzavati, nerpe probijaju otvore za disanje u ledu, te ih cijelo ledeno razdoblje održavaju otvorenima.
- Nerpe znaju biti udaljene od ostalih tuljana i po nekoliko kilometara, ali to im ne smeta jer su dosta samotne.
- U Bajkalu živi oko 55 do 65 tisuća tuljana.
- Još uvijek nije poznato kako je nerpa dospjela u Bajkalsko jezero, jer su njeni srodnici, arktički tuljani, više od 3000 kilometara sjevernije.
- Najveći problem za opstanak nerpi u Bajkalu je krivolov, zbog njihova vrijednog krzna od kojeg se izrađuju šubare i čizme.
- Nerpa i vrsta tuljana u ruskom jezeru Ladoga su jedine dvije vrste slatkovodnih tuljana.